# Mauricio Pineda
Mauricio Héctor Pineda (født 13. juli 1975 i Buenos Aires, Argentina) er en tidligere argentinsk fodboldspiller (venstre back).
Han spillede på klubplan for Huracán, Boca Juniors og Lanús i hjemlandet, og var også i Europa og repræsentere Udinese, RCD Mallorca, Napoli og Cagliari.
Pineda spillede desuden ti kampe og scorede ét mål for det argentinske landshold. Han deltog ved VM i 1998 i Frankrig, og var også med til at vinde sølv ved OL i 1996 i Atlanta.